# Munkesaki
Munkesakien (Pithecia monachus) er en art i slægten sakiaber blandt vestaberne. Den lever i det østlige Peru mellem floderne Ucayali og Yavari, og findes måske også ind i Brasilien.
Munkesakien har en gråsort pels med særligt lange hår omkring ansigtet og pelsen danner her en slags kutte. Den er sky og sidder stille i trækronerne uden at tiltrække sig opmærksomhed.